# Robin des Bois et moi
Robin des Bois et moi (Robin Hood & Ich) est un téléfilm allemand réalisé par Holger Haase et diffusé en 2013.

## Synopsis
Son affaire de styliste est en liquidation, son ex-mari fait tout pour parvenir à obtenir la garde de leurs deux enfants. Marion, comme à l’accoutumée, fait la lecture des aventures de Robin des Bois, à son fils Lukas. C’est alors que le héros Robin surgit dans la pièce.

## Fiche technique
- Titre original : Robin Hood & Ich
- Réalisation : Holger Haase
- Scénario : Mathias Lösel et Martin Ritzenhoff
- Photographie : Uwe Schäfer
- Musique : Andy Groll
- Durée : 90 minutes
- Date de diffusion :
  -  France : 30 avril 2014 sur M6

## Distribution
- Pasquale Aleardi : Robin des Bois
- Nadja Becker : Marion Siebmann
- Laura Osswald : Claudia Seidl
- André Röhner : Felix Siebmann
- Hanna Höppner : Nina Siebmann
- Finn Fiebig : Lukas Siebmann
- Dirk Martens : Heiko Herberts
- Frank Kessler : Little John
- Daniel Zillmann : Frère Tuck
- Philip Hagmann : Will Scarlett
- Carl Heinz Choynski : Herr Schmidt